# 전기 (당나라)
전기(錢起, 710년 ~ 782년)는 중국 당나라의 시인이다. 자(字)는 중문(仲文)이다. 현 저장성의 우싱에서 태어났다. 유명한 시로는 〈상령고슬〉(湘靈鼓瑟), 〈효고추야장〉(效古秋夜長) 등이 있다.